# Strage di Perugia
La strage di Perugia è un fatto di cronaca nera avvenuto il 6 marzo 2013 durante il quale Daniela Crispolti e Margherita Peccati, due impiegate della Regione Umbria, furono uccise da Andrea Zampi, un piccolo imprenditore, che si suicidò quando le forze dell'ordine fecero irruzione negli uffici della Regione.

## Svolgimento dei fatti
Alle 12:30 Andrea Zampi, piccolo imprenditore di 43 anni attivo nel settore della formazione, aprì il fuoco con una pistola Beretta semiautomatica al quarto piano del palazzo del Broletto, edificio nel quartiere di Fontivegge a Perugia, che ospita gli uffici della Regione Umbria.
Nella sparatoria morirono sul colpo Daniela Crispolti di 46 anni e Margherita Peccati di 61 anni, entrambe impiegate della Regione.
Successivamente l'uomo continuò a sparare nel corridoio del quarto piano. Secondo i testimoni urlava "Mi avete rovinato", minacciando di compiere altre vittime.
L'uomo entrò quindi in un'altra stanza e si suicidò.
Zampi era titolare di un'impresa accreditata nella formazione nel campo della moda alla quale la Ragione aveva sospeso da poco l'accreditamento per alcuni corsi di formazione.